# Monanthotaxis boivinii
Monanthotaxis boivinii (Baill.) Verdc. – gatunek rośliny z rodziny flaszowcowatych (Annonaceae Juss.). Występuje endemicznie na Madagaskarze. 

## Morfologia
PokrójZimozielone drzewo.
LiścieMają kształt od eliptycznego do owalnego. Mierzą 4–7 cm długości oraz 3 cm szerokości. Są lekko owłosione od spodu. Nasada liścia jest zaokrąglona. Blaszka liściowa jest o tępym wierzchołku. Ogonek liściowy jest nagi i dorasta do 4 mm długości.
KwiatySą pojedyncze, rozwijają się na szczytach pędów lub naprzeciwlegle do liści. Działki kielicha mają owalny kształt i dorastają do 2 mm długości. Płatki mają owalny kształt, są lekko owłosione, niepodobne do siebie, osiągają do 3–4 mm długości. Kwiaty mają 13–15 owłosionych owocolistków o podłużnym kształcie i długości 1 mm.
OwocePojedyncze mają eliptyczny kształt, zebrane w owoc zbiorowy. Są osadzone na szypułkach. Osiągają 8 mm długości i 4 mm szerokości. Mają czerwonawą barwę.

## Biologia i ekologia
Rośnie w lasach. 

## Zmienność
W obrębie tego gatunku wyróżniono jedną odmianę:
- Monanthotaxis boivinii var. brevipedicellata (Cavaco & Keraudren) Verdc.